# 韭菜坪
27°31′24″N 105°16′56″E / 27.52334°N 105.282191°E

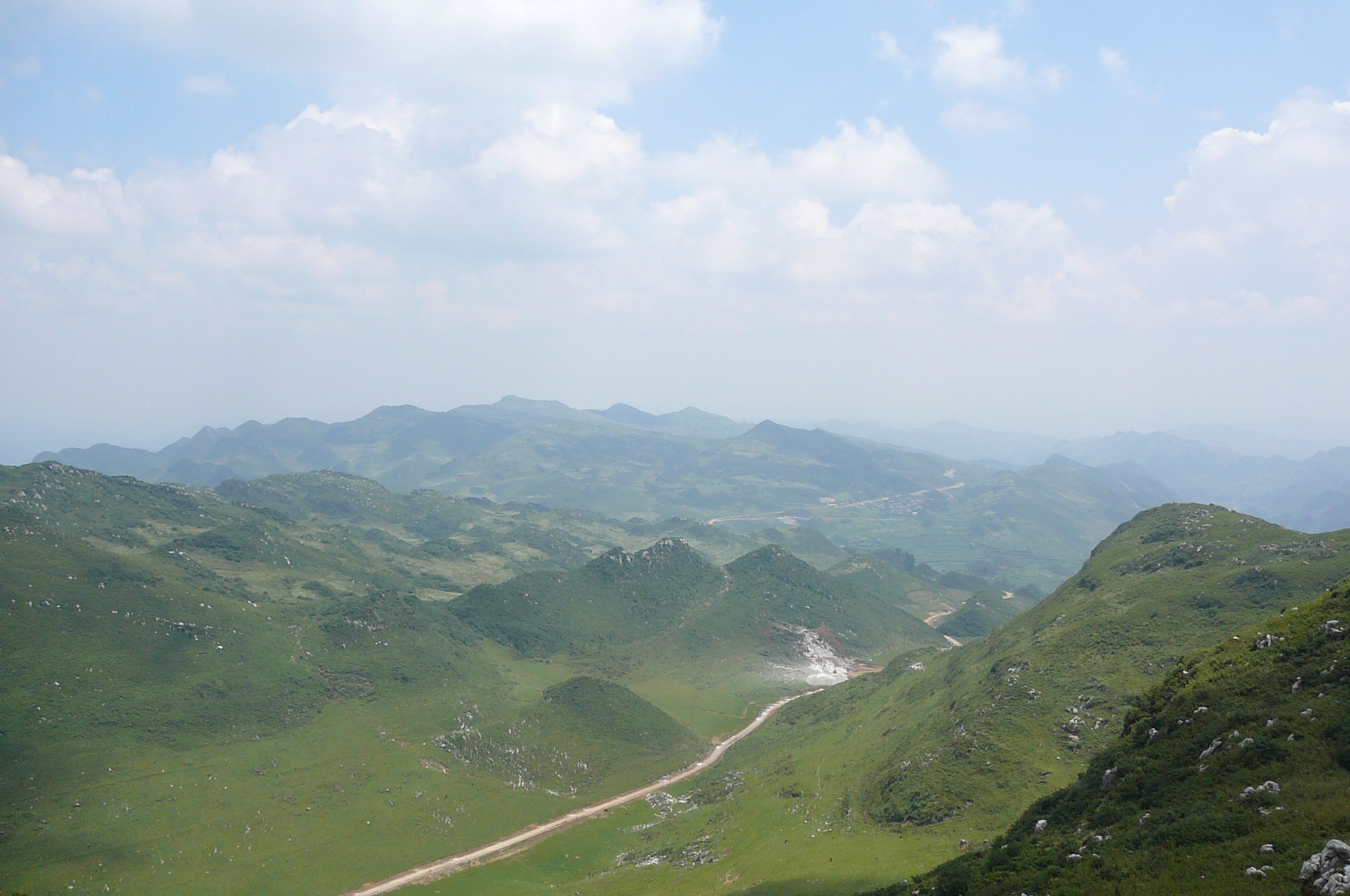
韭菜坪

韭菜坪是位于中国贵州省西北部毕节市赫章县、威宁县和六盘水市钟山区交界处的山地，为乌蒙山脉的一部分。最高峰小韭菜坪海拔2900.6米，最低处海拔475米，平均海拔约1500米，面积13130平方公里。属于典型喀斯特地貌。